# Kermia maculosa
Kermia maculosa é uma espécie de gastrópode do gênero Kermia, pertencente a família Raphitomidae.